# Nati nel 1195
| Questa pagina contiene informazioni ricavate automaticamente dalle voci biografiche con l'ausilio del template Bio e di un bot. L'aggiornamento è periodico e automatico e ricostruisce completamente la pagina. Se manca una persona in questa lista, sei pregato di non aggiungerla, ma accertati piuttosto che la sua voce biografica contenga il template Bio e che i dati anagrafici siano correttamente compilati. Se il template Bio manca, inseriscilo tu stesso o, in alternativa, metti l'avviso {{tmp\|Bio}} che ne segnala la mancanza. Se i dati riportati sono sbagliati, correggi direttamente la voce biografica; le modifiche saranno visibili in questa lista entro pochi giorni. Per chiarimenti vedi il progetto biografie. La lista contiene solo le 13 persone che sono citate nell'enciclopedia e per le quali è stato implementato correttamente il template Bio. Pagina aggiornata al 2 giu 2025. |

- 15 agosto - Antonio di Padova, religioso e presbitero portoghese († 1231)
- Muhammad ibn Nasr, sultano († 1273)
- Tegghiaio Aldobrandi, politico italiano († 1262)
- Peire Bremon Ricas Novas, trovatore francese († 1265)
- Frate Leone, religioso italiano († 1271)
- Giordano da Giano, francescano italiano
- Guerau I di Urgell, nobile († 1228)
- Isabella di Scozia, nobile britannica
- Mafalda del Portogallo, portoghese († 1256)
- Roger de Quincy, conte († 1264)
- Zayd Abu Zayd († 1269)
- Alice di Champagne, nobile francese († 1246)
- Ugo I di Cipro, sovrano francese († 1218)